# Homoncocnemis picina
Homoncocnemis picina är en fjärilsart som beskrevs av Augustus Radcliffe Grote 1880. Homoncocnemis picina ingår i släktet Homoncocnemis och familjen nattflyn. Inga underarter finns listade i Catalogue of Life.